# Gujańskie Siły Powietrzne
Korpus powietrzny, który jest siłą policyjną wykorzystaną przez siły powietrzne Gujany dysponuje samolotami niebojowymi. Mają one zapewnić ewakuację medyczną oraz wsparcie dla wojsk lądowych.

## Wyposażenie[1]
| Samolot                | Zdjęcie  | Producent         | Typ          | Wersja                     | Liczba sztuk | Uwagi |
| Samoloty               | Samoloty | Samoloty          | Samoloty     | Samoloty                   | Samoloty     | Samoloty |
| ---------------------- | -------- | ----------------- | ------------ | -------------------------- | ------------ | --- |
| Cessna 206             |          | Stany Zjednoczone | użytkowy     | Cessna U-206F Short Skyvan | b.d.         | |
| Cessna 441 Conquest II |          | Stany Zjednoczone | użytkowy     |                            | 1            | 13 września 2016 roku patrol Sił Obronnych Gujany trafił na ukryty na lądowisku w Yupukari w południowej części kraju samolot Cessna 441 Conquest II. Został on skonfiskowany i przekazany lotnictwu wojskowemu. |
| Short SC.7 Skyvan      |          | Wielka Brytania   | transportowy |                            | b.d.         | |
| Harbin Y-12            |          | Chiny             | transportowy |                            | b.d.         | |
| Śmigłowce              |          |                   |              |                            |              | |
| Bell 206               |          | Stany Zjednoczone | użytkowy     | 206B                       | b.d.         | |
| Bell 412               |          | Stany Zjednoczone | użytkowy     |                            | b.d          | |